# Sanções contra a Iugoslávia
As sanções contra a Iugoslávia forma um conjunto de sanções instituídas pelas Nações Unidas, pelos Estados Unidos e pela União Europeia para punir a República Federal da Iugoslávia.
Durante as guerras iugoslavas na década de 1990 e início dos anos 2000, várias rodadas de sanções internacionais foram impostas contra a Iugoslávia, que a partir de 1992 consistia apenas nas repúblicas iugoslavas da Sérvia e de Montenegro. Na primeira rodada de sanções, que foram implementadas em resposta à Guerra da Bósnia e que durou de abril de 1992 a outubro de 1995, a Iugoslávia foi colocada sob um embargo das Nações Unidas (ONU). O embargo seria retirado após a assinatura do Acordo de Dayton, que encerrou o conflito.  A ONU, a União Europeia (UE) e os Estados Unidos (EUA) continuariam impondo sanções durante e após a Guerra do Kosovo (1998–1999).  Após a queda do presidente em tempo de guerra Slobodan Milošević e as eleições gerais (2000), as sanções começaram a ser retiradas, a maioria levantada até 19 de janeiro de 2001 .
As sanções tiveram um grande impacto na economia e na sociedade iugoslava, com a Sérvia sendo mais atingida, o PIB caiu de $ 24 bilhões em 1990 para menos de $ 10 bilhões em 1993 , a $ 8,66 bilhões em 2000.  As sanções devastaram as indústrias iugoslavas.  A pobreza atingiu o seu pico em 1993, com 39% da população vivendo com menos de US $ 2 por dia. Os níveis de pobreza aumentaram novamente quando as sanções foram reimplementadas em 1998.  Estima-se que 300.000 pessoas deixaram a Sérvia na década de 1990, 20% das quais possuíam educação superior.

## Efeitos sobre o povo da Iugoslávia
Em 1989, a renda média dos habitantes da Iugoslávia era de aproximadamente $ 3.000 por ano. Em outubro de 1992, menos de um ano após a implementação das primeiras sanções, o economista Miroljub Labus estimou que a renda média na época havia caído para aproximadamente $ 1.500 por ano. Em setembro de 1992, quando a gasolina ainda estava disponível em alguns postos de combustíveis, um galão era vendido pelo equivalente a 15 dólares americanos. Como resultado das restrições de petróleo e gás impostas pelas sanções, proprietários de veículos particulares na Iugoslávia receberam uma provisão de 3,5 galões de gasolina por mês em outubro de 1992. Em novembro de 1992, o estado começou a vender postos de combustíveis públicos a particulares na esperança de contornar as sanções ao combustível. Os postos de combustíveis foram vendidos para indivíduos com grandes somas de dinheiro e autoridade de rua; o líder paramilitar Željko "Arkan" Ražnatović adquiriu vários postos de combustíveis do estado nesta época. Como resultado das sanções, muitas pessoas pararam de dirigir seus carros. A operadora de ônibus públicos em Belgrado, GSP, não obteve mais receita, pois sua frota foi reduzida devido à falta de financiamento, o que levou à superlotação dos ônibus, após o qual as passagens não puderam mais ser coletadas dos passageiros. Como resultado, os ônibus de segurança do GSP foram gradualmente negligenciados, ao ponto de no final da década de 1990 (quando as sanções foram reintroduzidas após o início da insurgência de Kosovo), onde um passageiro sentado por cima de uma das rodas do ônibus caiu através do assoalho enferrujado e morreu instantaneamente.
Uma avaliação da CIA sobre as sanções apresentadas em 1993 observou que "os sérvios se acostumaram à escassez periódica, longas filas nas lojas, casas frias no inverno e restrições à eletricidade". Os suprimentos de medicamentos em hospitais tiveram escassez de antibióticos, vacinas e drogas anticâncer. Em outubro de 1993, o escritório do Alto Comissariado das Nações Unidas para Refugiados em Belgrado estimou que aproximadamente 3 milhões de pessoas que residiam na Sérvia e em Montenegro estavam vivendo na linha da pobreza ou abaixo dela. No final de 1993, os hospitais não tinham antibióticos básicos e equipamentos funcionais, como aparelhos de raio-X.  Nesse ponto, os postos de gasolina pararam de fornecer combustível.  Em outubro de 1993, em uma tentativa de economizar energia, o governo iugoslavo começou a cortar o aquecimento e a eletricidade em apartamentos residenciais.  Em novembro de 1994, 87 pacientes morreram no Instituto de Saúde Mental de Belgrado, que não tinha aquecimento, comida ou remédios. Os pacientes no hospital andavam supostamente nus com pouca supervisão. Em maio de 1994, o The New York Times relatou que as taxas de suicídio aumentaram 22% desde que as sanções foram implementadas pela primeira vez contra a Iugoslávia.
Na república iugoslava de Montenegro, a maior fundidora de alumínio da região, a KAP, parou de funcionar após a implementação das sanções. Em 1993, o presidente da República de Montenegro na Iugoslávia, Momir Bulatović, disse que as sanções estavam causando escassez massiva de alimentos em Montenegro.